# Vicente Guerrero, San Miguel el Grande
Vicente Guerrero är en ort i Mexiko.   Den ligger i kommunen San Miguel el Grande och delstaten Oaxaca, i den sydöstra delen av landet, 300 km sydost om huvudstaden Mexico City. Vicente Guerrero ligger 2 517 meter över havet och antalet invånare är 309.
Terrängen runt Vicente Guerrero är kuperad. Runt Vicente Guerrero är det ganska glesbefolkat, med 26 invånare per kvadratkilometer. Närmaste större samhälle är Villa Chalcatongo de Hidalgo, 4,9 km öster om Vicente Guerrero. I omgivningarna runt Vicente Guerrero växer huvudsakligen savannskog.